# ジョージ・ストレイト

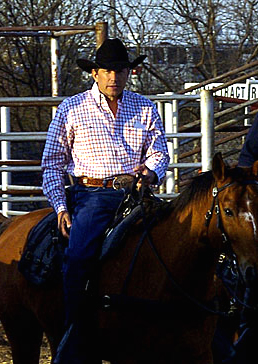
ジョージ·ストレイト

ジョージ·ストレイト（英語：George Strait）（1952年5月18日 - ）は、アメリカ合衆国のカントリーミュージック歌手。

## 生い立ち
ストレイトは1952年5月18日はテキサス州パーサルで生まれる。高校卒業後大学に進学するが、すぐに中退した。
1971年にアメリカ陸軍に入隊し、ハワイで勤務していた。勤務中に軍の音楽隊「Rambling Country」に参加していた。1975年除隊し、再び大学に入学し農業の学科を学び1979年に大学を卒業した。

## ミュージック・キャリア

### 1980年代
1981年、ストレイトは、初めてのシングル・レコード、"Unwound"をリリースした。

### 2000年～現在
現在でも人気が衰えることなく、カントリーミュージック歌手として、精力的に活躍している。
2012年9月26日、『The Cowboy Rides Away Tour 』を以ってコンサート・ツアーをこれ以上行なわないと発表した。『The Cowboy Rides Away Tour 』では、2013年のマルティナ・マクブライドをオープニングアクトとした21公演と、2014年の20公演の2種類が予定されている。長年、彼のツアー・バンドを務めたAce in the Hole Band が今回も出演する。
2012年10月、アルバム『Love Is Everything 』に収録されたシングル『Give It All We Got Tonight 』を発表した。彼が60歳の時にこの曲が60曲目の第1位となり、レーベルはこれを「60 for 60 」と名付けた。2013年5月、この曲はMediabase でトップとなった。

## 私生活
大学中退後、高校の同級生であった女性ノーマと結婚し、Cotullaの農場で妻・長女と暮していた。だが、1972年に誕生した長女ジェニファーが、1986年6月25日、13歳の時にテキサス州サン・マルコスで自動車事故により亡くなった。長女死去後にリリースされた『Baby Blue 』はこの長女に捧げされたとされている。一家は長女の名に因んだジェニファー・リン・ストレイト・ファウンデーションを立ち上げ、テキサス州サンアントニオの子供達のために寄付をしている。1981年に長男のジョージ・ストレイト・ジュニア(愛称ブッバ)が誕生した。ブッバはカレッジステーションにあるテキサスA&M大学を卒業し、Professional Rodeo Cowboys Association (PRCA)のチーム・ローピングの選手となった。2006年、自身のコンサート直前に『Houston Livestock Show and Rodeo 』に息子が出演するのを観戦することができた。
趣味は狩猟、釣り、スキー、ゴルフ、オートバイ。息子と共にPRCAのメンバーであり、チーム・ローピングのパートナーでもある。彼と兄のバディと共に世界中のチーム・ローピングの選手を集めた『George Strait Team Roping Classic 』を毎年主催している。また彼はスタジオやツアーでもない限りギターを演奏しないと語った。現在、ジョージは、妻と共にサンアトニオ北西の富裕層が暮らす町ザ・ドミニオンに暮らし、サンアントニオとラレドの間にあるラサール郡コチュラ近くに大農場を所有している。NBAのサンアントニオ・スパーズのファンであり、スパーズのホームゲームの際はしばしばコートサイドで見かけられる。
2010年より、負傷または死亡したアメリカの退役軍人やその家族のための基金およびその認知度を上げるためのラングラーNational Patriotプログラムのキャンペーンのスポークスマンとなっている。彼は「私は長い間、彼らが負傷または死亡したアメリカの退役軍人やその家族へのサポートのアイデアを提案してくれて以来ラングラーと係わり続けている。私はこれをやりたかったのだ」と語った。2012年2月、息子とその妻タマラに息子が生まれ、ストレイトは孫を授かった。ストレイトの名に因み、ジョージ・H・ストレイト3世と名付けられたと報じられた。
航空機ボンバルディア チャレンジャー 300、MSN 20132、N518GS(独自の機体記号)を所有している。
バプテスト教会の信者で、共和党員であるが公の場で政治的発言はしない。

## 主な曲
- Honky Tonk Time Machine(2019）
- Cold Beer Conversation](2015)
- Love Is Everything (George Strait album)|Love Is Everything(2013)
- Here for a Good Time (album)|Here for a Good Time(2011)
- Twang (2009)
- Troubadour (2008)
- It Just Comes Natural (2006)
- Somewhere Down in Texas (2005)
- Honkytonkville (2003)
- The Road Less Traveled (2001)
- George Strait (2000)
- Always Never the Same (1999)
- One Step at a Time (1998)
- Carrying Your Love with Me (1997)
- Blue Clear Sky (1996)
- Lead On (1994)
- Easy Come, Easy Go (1993)
- Holding My Own (1992)
- Chill of an Early Fall (1991)
- Livin' It Up (1990)
- Beyond the Blue Neon (1989)
- If You Ain't Lovin' You Ain't Livin' (1988)
- All My Ex's Live In Texas (1987)
- Ocean Front Property (1987)
- #7 (1986)
- Something Special (1985)
- Does Fort Worth Ever Cross Your Mind (1984)
- Right or Wrong (1983)
- Strait from the Heart (1982)
- Strait Country (1981)